# ليرجيت 28
ليرجيت 28 (بالإنجليزية: Learjet 28)‏ هي نفاثة أعمال أنتجت في 1977. من صناعة ليارجيت. كان أول طيران لها في أغسطس 24, 1977.